# Oasis d'Egipte
Els oasis d'Egipte són cèlebres des de l'antiguitat, i van ser administrats amb la mateixa atenció que les altres regions durant l'època de l'antic Egipte. Servien de lloc d'aprovisionament i descans a les grans caravanes de beduïns comerciants de l'interior d'Àfrica, i se'n fa esment als canals egipcis sota la denominació més general d'habitants del territori líbic.

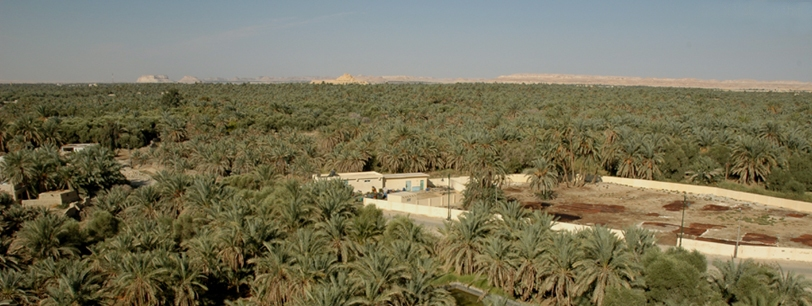
Oasi de Siwa

## Història
En les rondalles gregues hi viatgen els seus herois Hèrcules i Perseu com per un país meravellós. Cambises II va voler veure l'oasi d'Amon per, amb el més intolerable fanatisme, destruir l'oracle d'un déu que no era el seu, però el seu exèrcit va quedar sepultat al desert. Alejandre el Gran hi va penetrar i va veure l'oracle, que el "va reconéixer" i proclamà el seu origen diví. Heròdot descrigué l'oasi d'Amon. Altres autors que van escriure sobre oasis foren Estrabó, Claudi Ptolemeu i Plini el Vell.
Els oasis d'Egipte, al desert occidental del Nil, es troben més enllà de la cadena líbica que limita el territori d'Egipte per occident. Són d'extensió desigual i es denominen: el gran oasi de Tebes, Dakel, Farafrech, Bahriech, i el més occidental de tots, l'oasi d'Amon, més proper a la Mediterrània que al Nil. A orient en són els d'Audjelah i Maradeh en territori contigu a la Cirenaica.

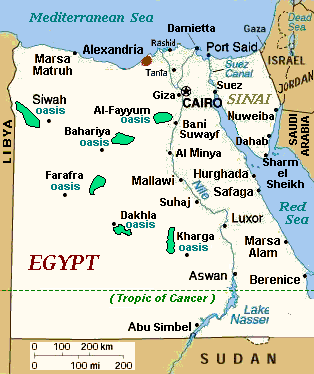
Oasis d'Egipte (en anglés)

El gran oasi és a l'alçada de Tebes, perllongant-se de sud a nord més amunt d'Esnech i més avall de Girga, i la seua entrada de la vall gairebé està en paral·lel a la de Tebes.
Estrabó i Ptolemeu el situen a set jornades de Tebes, cap a l'oest i, per la seua rica vegetació, l'anomenaren els grecs l'"illa dels benaventurats".
En els noms coptes de les ciutats d'Egipte, a l'edat mitjana, se li diu Ouhai-Psoi, perquè l'oasi de Psoi tancava una ciutat d'aquest nom o perquè es trobava enfront d'aquesta ciutat d'Egipte, la qual era capital del nomós i veïna d'Abidos, coneguda hui amb el nom d'oasi del Jariyá (El-Kharga). S'hi va des d'Esna, Girga i Asiut. Molts viatgers moderns han seguit el camí d'Asiut (Cailliaud).
La vall del Jariyá és molt rica de vegetació, abundant de fonts i en produccions com el vi. En temps de Lleó l'Africà hi havia ciutats habitades; segons El Edrizy, no s'hi veia més que edificis arruïnats i cap població i es coneixia una capital de nom Hibe, on en el baix Imperi romà hi havia una guarnició de cavalleria.

## Oasi del Jariyá (El Kharga)
Cailliaud va traçar rutes que seguiren altres viatgers com Bernardino Drovetti que van visitar l'oasi gran o El-Quah-el-Kebyr, i hi trobaren restes antigues de l'oasi del Jariyá, i en la part meridional restes d'un temple egipci el santuari del qual està cobert d'una volta; a l'oest de l'edifici hi ha un temple romà de tova transformat en església pels cristians coptes; més al nord hi ha un altre temple egipci els murs del qual estan coberts d'inscripcions egípcies, i la població n'era de dos mil habitants al segle XIX: s'hi veuen les restes d'un temple egipci i més de dos-cents sepulcres romans de maó amb volta; en recolliren altres viatgers del s. XIX diferents inscripcions gregues; entre d'altres, una del regnat de Galba.

## Oasi de Dakel

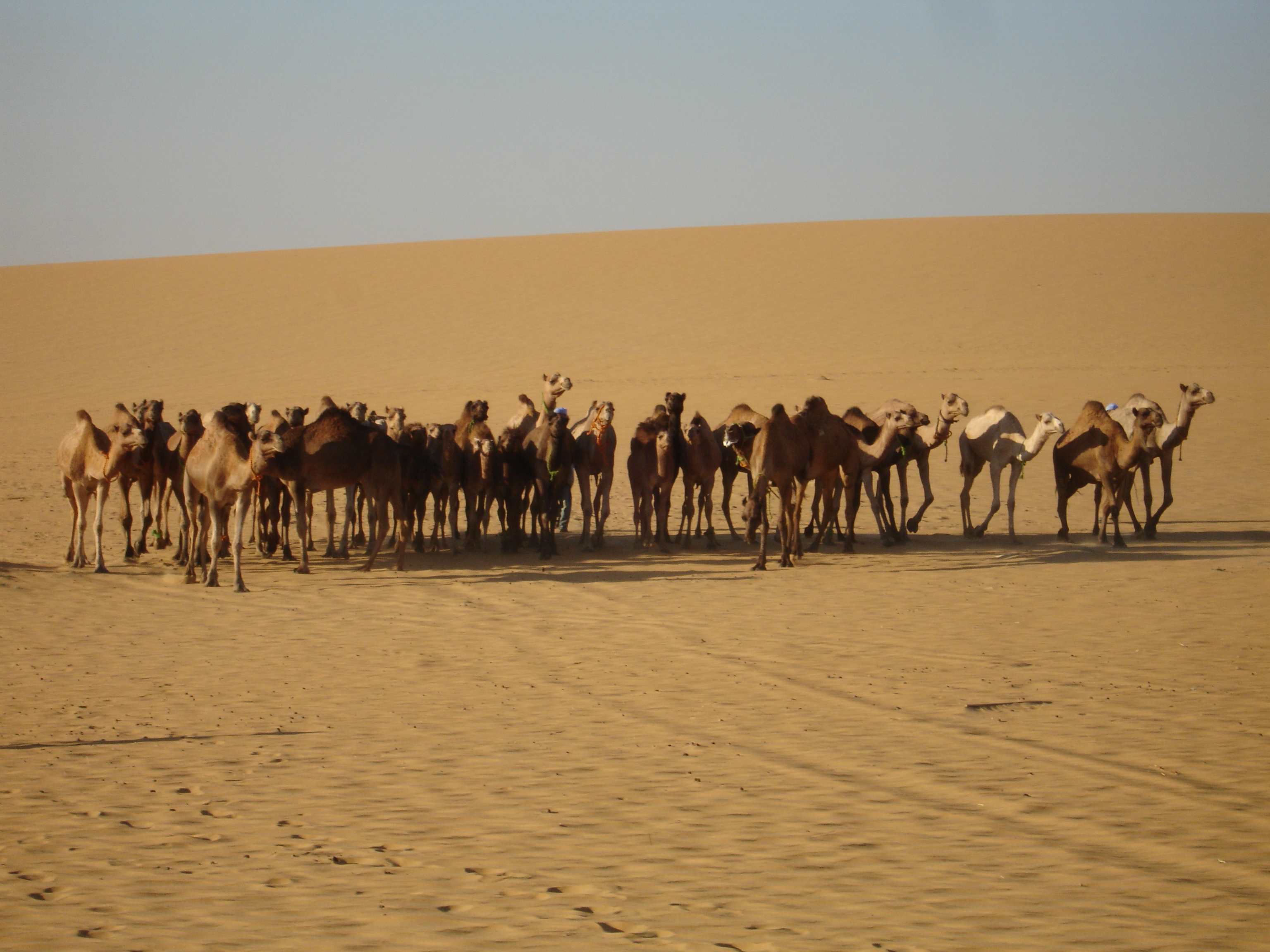
Desert de Dakel

Més a l'oest del Jariyá i una mica al nord, hi ha un petit oasi, el de Dakel, el lloc principal del qual és Balat, a 225 km d'Esna. Dakel és un poblat amb cultius, com l'oasi de Tebas, i es deu a un altre viatger, Bernardino Drovetti, el coneixement d'aquesta illa vegetal en el si del desert líbic, abundant de fruites com albercocs, taronges, magranes i figues, i una petita piràmide de maó amb inscripcions gregues de l'època dels Antonins. En quatre dies (s. XIX) s'arribava a l'oasi de Farafrech, on el 1820 va penetrar Cailliaud, amb una certa oposició per part dels nadius; les cases són fetes de terra, i hi ha un castell fortificat, amb gran nombre de cambres per a ús de les famílies principals, on guarden les provisions. Antany també va servir de defensa contra els beduïns. En aquest oasi es recullen olives, dàtils, cotó, blat i molta fruita, i hi plou algunes vegades al gener i febrer.

## L'oasi de Bahariya
L'oasi de Bahariya és més al nord de Farafra, i més prop del Nil. Els coptes l'anomenen oasi de Semsjé, a causa de la ciutat d'Oxirrinc, situada al Nil, enfront de l'oasi, que té el nom de Semsjé. El poble més notable se'n diu El-Qasr i la major extensió de l'oasi és d'est a oest, tallat per la muntanya de biaix. Hi ha antics hipogeus; també s'hi veuen tombes de tova, un arc de triomf romà, aqüeductes, ruïnes cristianes, aigües termals i fonts ferruginoses.

## L'oasi de Siwa o d'Amon

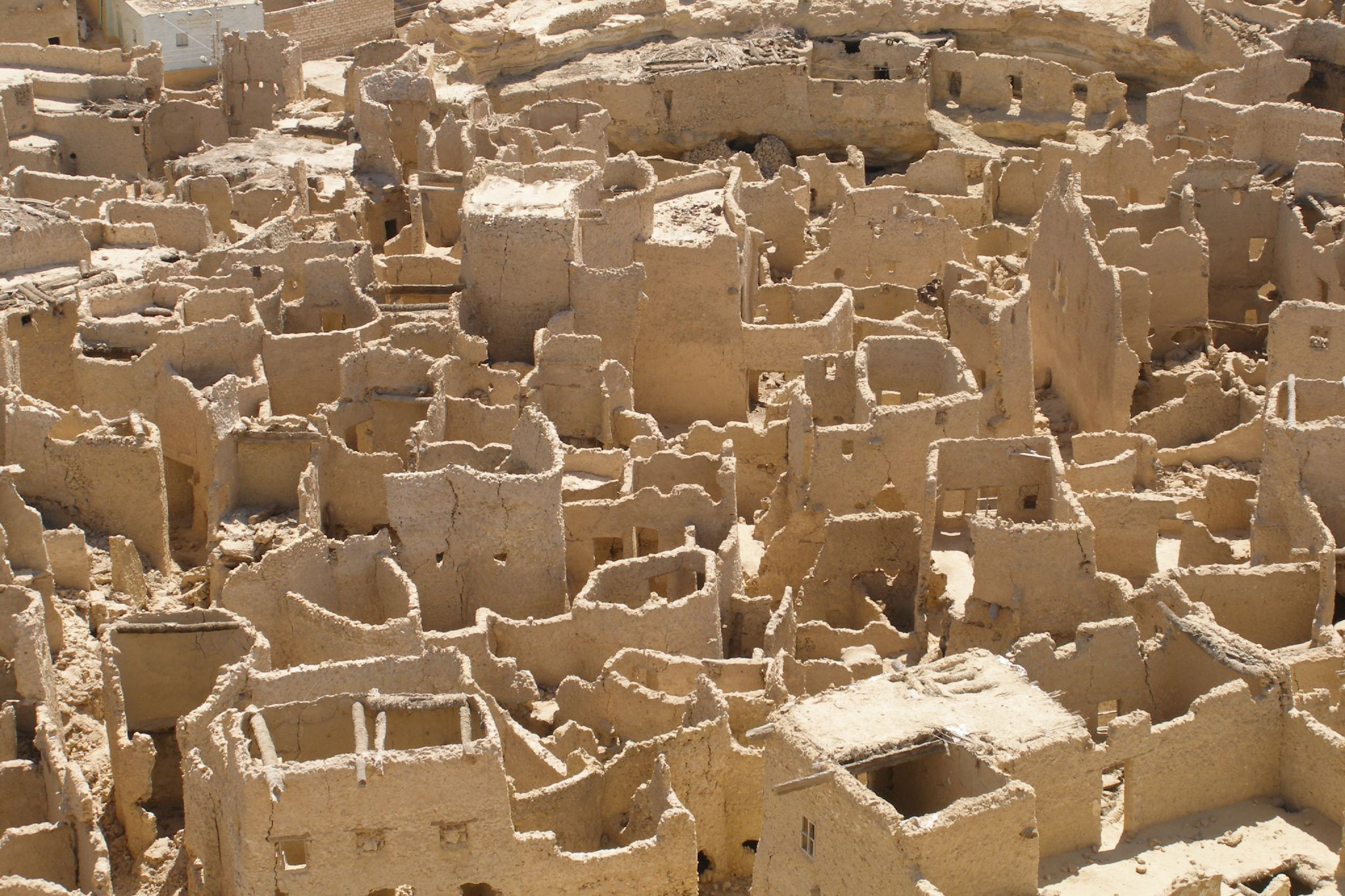
Oasi de Siwa. Ciutadella de Shali

Heròdot parla d'un oracle d'Amon sense indicar el lloc on es trobava. Estrabó n'assenyala un altre als voltants de l'oracle d'Amon; Plini el Vell col·loca aquest oracle a dotze jornades de Memfis. Aquest oasi fou visitat el 1792 per Browne i el 1798 per Hornmann. També en donaren notícia en la seua època Caillaud i Drovetti, il·lustrada per la destrucció d'una part de l'exèrcit de Cambises II i pel viatge d'Alexandre el Gran. Des dels voltants d'Alexandria s'arriba a l'oasi d'Amon en tretze jornades de camell; és el camí més curt partint del Baix Egipte. També s'hi va des del Caire pel desert i és el camí que prengué Hornmann, dirigint-se al Fezzan.
Alexandre el Gran va partir de la rodalia del llac Meris. L'accés a Siwa va ser difícil per als europeus. A l'est es troben dos pobles principals; al nord una muntanya perforada per tombes i pedreres, i entre els dos pobles les ruïnes d'un gran temple, conegut amb el nom d'Omn-Beydah.
El sòl i els llacs estan impregnats de sals i la pedra plena de petxines petrificades; però les fonts són d'aigua dolça. La ciutat de Siwa dona el seu nom a l'oasi. Els productes són els mateixos que els d'altres oasis, així com els objectes de comerç, i la civilització no es troba més avançada ni l'administració pública més regulada. La ciutat està edificada sobre una muntanya cònica i té l'aspecte d'un rusc. Prop de la ciutat es troben les ruïnes d'Omn-Beydah, envoltades de boscos de palmeres. Aquestes ruïnes tenen l'aspecte de construccions egípcies. Encara queda en peus una gran porta coberta de gravats i algunes parts de l'edifici; les figures que s'hi veuen representen divinitats egípcies, col·locades sobre tres registres sobreposats, en processó, amb tributs davant el déu suprem Amon, de cap de carner, assegut en una naos on rep homenatge i enfront n'hi ha un rei agenollat.
L'oasi de Siwa fou candidat el 2017 a formar part dels Sistemes Importants del Patrimoni Agrícola Mundial (SIPAM), una catalogació atorgada per Nacions Unides als sistemes agrícoles tradicionals integrats amb la cultura d'un poble des de temps històrics.